# Verein der Freunde der Wiener Polizei
Der Verein der Freunde der Wiener Polizei ist ein gemeinnütziger Verein mit Sitz in Wien, dessen Tätigkeit sich hauptsächlich auf Wien, aber auch auf das restliche österreichische Bundesgebiet und die EU-Staaten erstreckt. Zweck des Vereins ist laut Statuten in erster Linie die „Verbesserung der Beziehung zwischen Bevölkerung und Wiener Polizei und der Aufbau sowie der Ausbau des gegenseitigen Vertrauensverhältnisses“. Weitere Tätigkeiten und Ziele erstrecken sich auf Anerkennung von besonderen Leistungen und außergewöhnlichen Verdiensten für die öffentliche Sicherheit, auch durch Privatpersonen, sowie Unterstützung und Betreuung von im Dienst verletzten, erkrankten und in Not geratenen Bediensteten der Wiener Polizei sowie ihrer Angehörigen, aber auch Unterstützung der Arbeit der Wiener Polizei durch unterschiedliche Maßnahmen. Dazu zählen u. a. die Förderung von Information und Wissensaustausch – in Zusammenarbeit mit der Öffentlichkeitsarbeit der Landespolizeidirektion Wien – sowie die Unterstützung der Polizei bei organisatorischen, sozialen und karitativen Anlässen. Erklärtes Vereinsziel ist, dadurch das Sicherheitsgefühl in der Wiener Bevölkerung zu stärken.

## Aktivitäten
Über den Verein der Freunde der Wiener Polizei erfolgten wesentliche Sachleistungen – wie z. B.:
- So wurden 2004 mithilfe des Vereins erste Defibrillatoren für Einsatzfahrzeuge zur Verfügung gestellt, 2012/13 waren dies bereits 56 „Defis“ für Polizeidienststellen und -fahrzeuge. Die dafür erforderliche Finanzierung organisierte der Verein durch die Akquisition von Sponsoren aus der Wirtschaft.
- 2009 wurden in Kooperation mit der Stadt Wien Spezialkameras für die Tatort-Arbeit im Wert von 100.000 Euro finanziert,
- 2010 ebenfalls mit der Stadt Wien 175.000 Euro für einen Informations- und Beratungsbus der Polizei.
- Über den Verein erfolgte 2014 eine Förderung der Stadt Wien in Höhe von 110.000 Euro für moderne Schutzausrüstung der Polizisten.
- 2019 erfolgte über Vermittlung des Vereins die Ausstattung des inklusiven Kinder-Verkehrsübungsplatzes in Wien-Liesing mit Kinderfahrrädern und Helmen durch den Sponsor ÖRAG Österreichische Realitäten Aktien-Gesellschaft.
- Ebenfalls 2019 wurden Judo-Spezialmatten für die neue Kampfsporthalle der Polizei-Sportvereinigung in Wien-Donaustadt finanziert.
- Jene sechs Zivilpersonen, die im Verlauf des Terroranschlages in der Wiener Innenstadt am 2. November 2020 einen angeschossenen Polizisten aus der Gefahrenzone geholt bzw. die Einsatzkräfte durch Gesten eingewiesen und andere Lokalgäste im Tatortbereich in Sicherheit gebracht hatten, wurden im Dezember 2020 vom Wiener Polizeipräsidenten geehrt. Der Verein der Freunde der Wiener Polizei belohnte das couragierte Verhalten zusätzlich durch die Überreichung von jeweils einer Goldmünze „Wiener Philharmoniker“.

Alle diese Aktivitäten erfolgen im Einvernehmen mit der Landespolizeidirektion Wien und – wo erforderlich – mit dem Innenministerium. Im Einvernehmen mit dem Wiener Landespolizeipräsidenten stellt der Verein der Freunde der Wiener Polizei zudem regelmäßig finanzielle Mittel für sogenannte Auslobungen zur Verfügung. Derartige Geldbelohnungen für zielführende Hinweise aus der Bevölkerung haben sich als geeignetes Mittel erwiesen, die Aufklärung von schweren Gewaltdelikten bzw. die Fahndung nach schwierig zu ermittelnden Tätern maßgeblich zu unterstützen.
Regelmäßig fördert der Verein das „Demokratiemonitoring“ der Sozialwissenschaftlichen Studiengesellschaft. Im Zuge dieser Langzeitstudie wird immer wieder das Vertrauen der Bevölkerung in wichtige Institutionen erhoben. Wiederholt geht dabei die Polizei – vor den Gerichten und anderen österreichischen Ämtern und Behörden als jene Institution hervor, die das höchste Maß an Vertrauen in der Bevölkerung genießt.
Für seine Mitglieder, Sponsoren und Gäste aus Polizei und Wirtschaft organisiert der Verein der Freunde der Wiener Polizei alljährlich Vortrags- und Diskussionsveranstaltungen mit renommierten Experten zu gesellschafts- und sicherheitsrelevanten Themen. In Absprache mit dem Wiener Landespolizeipräsidenten unterstützt der Verein außerdem Kongresse und gesellschaftliche Zusammenkünfte, die den internationalen Austausch fördern, den alljährlichen Polizeiball im Wiener Rathaus sowie Veranstaltungen der Polizeimusik Wien.

## Geschichte
Der Verein wurde 1973 unter dem Namen Verein der Freunde und Förderer der Wiener Polizei gegründet. Ursprünglicher Zweck des Vereins waren die Motivation von Polizisten sowie die Unterstützung von notleidenden Polizisten und deren Hinterbliebenen. Erste Aktivität war die Ehrung eines Polizeibeamten, der dreizehn Menschen das Leben gerettet und 200 Festnahmen vorgenommen hatte. 1980 wurde der Name auf den heutigen Namen geändert.
Ins Rampenlicht geriet der Verein im Zuge von Amtsmissbrauchaffären in der Wiener Polizei im Jahr 2006, bei dem er in Verdacht kam, mit der Polizei Vergünstigungen für teils zwielichtige Personen aus dem Rotlicht- und Glücksspielmilieu auszuhandeln. Im Zuge des Prozesses gegen den früheren Polizeigeneral Roland Horngacher wurde bekannt, dass der Vereinskassier Adolf Krchov, rechte Hand mehrerer Wiener Polizeipräsidenten, Horngacher ein Kuvert überbracht, das von Bawag-Chef Helmut Elsner gekommen war. In dem Kuvert waren Reiseschecks, auch Krchov bekam einen. Der zum Zeitpunkt des Prozesses im Amt befindliche Polizeipräsident Peter Stiedl sah in den sonstigen Tätigkeiten des Vereins, wie z. B. der Verpflegung bei Polizeifesten oder der Zurverfügungstellung von Polizeiautos, keine Unrechtmäßigkeiten. Nachdem sich auch die Staatsanwaltschaft eingeschaltet hatte, stellte der Vereinspräsident, der frühere Nationalbankpräsident Adolf Wala, auch eine Auflösung des Vereins in Sicht, dazu kam es aber nicht.
Vom Büro für Interne Angelegenheiten sowie vom Kontrollamt der Stadt Wien wurden Untersuchungen durchgeführt, welche jedoch zu keinem straf- oder verwaltungsstrafrechtlich verwertbaren Ergebnis führten.